# Волоська декларація
Декларація про вчення «русского міра», також відома як Волоська декларація (грец. Διακήρυξη κατά της διδασκαλίας περί Ρωσικού Κόσμου, рос. Декларация об учении о Русском мире, груз. დეკლარაცია რუსული სამყაროს სწავლების შესახებ, рум. O Declarație privind învățătura Lumii Ruse, болг. Декларация против идеологията на Руския свят, араб. إعلان عن مفهوم عقیدة الأرض الروسية) — православна богословська декларація 2022 року, видана Волоською Академією Богословських Досліджень, підписана понад 1600 богословами та священнослужителями Православної Церкви на противагу вченню РПЦ після початку російського вторгнення в Україну у 2022 році.
У заяві, опублікованій 13 березня 2022 року, у Неділю Торжества Православ'я, була обговорена і засуджена як єресь ідеологія «русского міра», яку Московський Патріархат просував з часів розпаду СРСР та особливо після приходу до влади Володимира Путіна.

## Передумови
На думку більшості дослідників, концепція «русского міра» була введена в сучасний науковий і політичний обіг у 1993—1997 роках П. Г. Щедровицьким і Є. В. Островським. Ця ідеологія змішує помилкове православне богослов'я, крайній націоналізм і реваншистські настрої по відношенню до старих територій Російської імперії та СРСР, розвивалася в основному з приходом до влади Володимира Путіна. Після інтронізації Кирила (Гундяєва) на посаду Патріарха Московського РПЦ стала рушієм цієї ідеї в усі верстви російського суспільства.
Ця ідеологія бачить транснаціональний простір, що прагне виправдати «цивілізаційну єдність», засновану на історії Київської Русі, єдності православних, використанні російської мови, центром якої буде Москва, що сприймається як Третій Рим.
Після розпаду СРСР РПЦ все частіше виступала з ініціативами щодо встановлення своєї церковної влади на території, яку вона вважала своєю традиційною вотчиною, намагаючись при цьому поширити свій вплив на православний світ загалом.
Після російського вторгнення в Україну у 2022 році ситуація всередині Православної Церкви ставала все більш напруженою; більше 1600 богословів і священнослужителів стали підписантами документа, що засудив єресь Московського Патріархату.

## Зміст
Документ складається з двох частин, перша з яких є вступною запискою, в якій засуджується єресь концепції «русского міра». У другій частині документу наводиться біблійне підґрунтя та цитується Святе Письмо, щоб показати, що православ'я не приймає ганебні дії, які здійснюються російським урядом та РПЦ під керівництвом Кирила (Гундяєва).

## Підписанти
Документ підписали православні богослови і священнослужителі з Греції, Росії, Грузії, Румунії, України, Болгарії, Франції, Чехії, США, Лівану, Німеччини, Бельгії, Канади, а також деякі богослови з Індії та Сербії.